# Ромашки (Ленинградская область)
Рома́шки (до 1948 года Кунинканристи, Ристиниеми, Нойсниеми, фин. Kuninkaanristi, Ristiniemi, Noisniemi) — посёлок в Приозерском районе Ленинградской области. Административный центр Ромашкинского сельского поселения.

## Название
Топоним Кунинканристи в дословном переводе означает «Королевский крест».
6 января 1948 года решением исполкома Юлемякского сельсовета деревне Кунинканристи присвоили наименование Саперная. Основанием для этого послужил протокол общего собрания рабочих и служащих подсобного хозяйства УМВД Ленинградской области. Несколько месяцев спустя начался процесс изменения наименований, в результате которого название Саперная было передано деревне Веняя Валкъярви, изначально переименованной в деревню Белая, а деревню Кунинканристи вновь переименовали в деревню Ромашки. Переименование было закреплено указом Президиума ВС РСФСР от 13 января 1949 год.

## История
Деревня Княжь Крест у реки Воксы упоминается в писцовой книге Водской пятины 1568 года.
- Деревня Кунинканристи на финской карте 1923 года

До 1939 года деревня Кунинканристи входила в состав волости Вуоксела Выборгской губернии Финляндской республики.
С 1 января 1940 года в составе Карело-Финской ССР.
С 1 августа 1941 года по 31 июля 1944 года финская оккупация.
С 1 ноября 1944 года в составе Юлимякского сельсовета Кексгольмского района.
С 1 октября 1948 года в составе Красноармейского сельсовета Приозерского района.
С 1 января 1949 года учитывается как деревня Ромашки. В ходе укрупнения хозяйства к деревне были присоединены соседние селения: Ристиниеми, Рускониеми, Петяяниеми, Пяйвяля, Юхоланмяки и Контула.
С 1 февраля 1963 года — в составе Выборгского района.
С 1 января 1965 года — вновь в составе Приозерского района. В 1965 году деревня насчитывала 234 жителя.
По данным 1966 года посёлок Ромашки входил в состав Красноармейского сельсовета с административным центром в посёлке Громово.
По данным 1973 года посёлок Ромашки входил в состав Красноармейского сельсовета и являлся его административным центром.
По данным 1990 года посёлок Ромашки являлся административным центром Ромашкинского сельсовета, в который входили десять населённых пунктов общей численностью населения 5268 человек. В самом посёлке Ромашки проживали 1265 человек.
В 1997 году в посёлке Ромашки Ромашкинской волости проживали 1374 человека, в 2002 году — 1326 человек (русские — 86 %).
В 2007 году в посёлке Ромашки Ромашкинского СП проживали 1238 человек, в 2010 году — 1276 человек.

## География
Посёлок расположен в западной части района на автодороге 41К-262 (Сапёрное — Мельниково).
Расстояние до районного центра — 56 км.
Через посёлок проходит построенная в конце 2010-х годов железнодорожная линия Лосево — Каменногорск, на ней имеется платформа Ромашки. Но пассажирского сообщения по этой линии нет. Ближайшая железнодорожная станция с регулярным движением пассажирских электропоездов — Громово, расстояние до неё 19 км.
Посёлок находится на левом берегу реки Вуокса-Вирта.

## Демография
| 2007 | 2010  | 2017  |
| ---- | ----- | ----- |
| 1238 | ↗1276 | ↗1393 |

## Инфраструктура
Медицинская часть, универсам «Пятёрочка», Дом культуры, общественная баня, МОУ «Джатиевская ООШ», детский сад, почта, пункт выдачи Ozon, автозаправочная станция.

## Транспорт
Автобусы:
- № 608: Ромашки — Сосново, вокзал — ежедневно
- № 608А: Ромашки — Лосево — ежедневно
- № 608Г: Ромашки — Сосново, вокзал — ежедневно
- № 619А: Ромашки — Приозерск, вокзал — ежедневно
- № 620: Ромашки — Новая Деревня — 2 раза в неделю

## Улицы
Береговая, Берёзовая, Душистая, Заречная, Зелёная, Кленовая, Кольцевая, Ловчий переулок, Малая, Мельничная, Незаметная, Новодеревенская, Новостроек, Ногирская, Объездная, Пляжная, Полевая, Придорожная, Речная, Ромашковая, Советская, Удачная, урочище Ромашки, Центральная, Ягодный переулок

## Садоводства
БарКом, Бобровый хутор, Веста, Веста-1, Вирта, Вирта-1, Вирта-2, Геоник, Зелёный Мыс, Ромашково.

## Память оВеликой Отечественной войне
- 13 июля 1974 года в центре посёлка Ромашки был открыт памятник начальнику политотдела 142-й стрелковой дивизии 23-й армии Ленинградского фронта подполковнику Дмитрию Егоровичу Джатиеву, погибшему 11 июля 1944 года в в сражении на плацдарме на левом берегу реки Вуоксы, недалеко от современного посёлка Ромашки. Скульптор памятника Д. М. Епифанов[18].
- В посёлке Ромашки есть улица Ногирская, названная в память о герое боёв на Вуоксе подполковнике Дмитрии Егоровиче Джатиеве, похороненном на его малой родине в селе Ногир, республика Северная Осетия. В селе Ногир самая длинная улица названа в честь посёлка-побратима Ромашки[19].

## В литературе и искусстве
К открытию в 1974 году в посёлке Ромашки памятника комиссару 142 стрелковой дивизии Дмитрию Егоровичу Джатиеву бывший адъютант Д. Е. Джатиева, актёр театра им. Ленсовета Е. И. Гвоздев, написал стихи. Позже композитор Виктор Плешак написал на эти стихи музыку. Песня «Посёлок Ромашки» стала гимном посёлка.